# Морски брегобегач
Морски брегобегач (Calidris maritima) е птица от семейство Бекасови.

## Физически характеристики
Морският брегобегач е малка закръглена птица обитаваща северните райони на Европа и Северна Америка. Наблюдават се сезонни разлики в цвета на перата.
През лятото птиците са с кафяв гръб и бежова люспеста окраска, отдолу са светли до бели. През зимата са пурпурно-оловносиви отгоре и по гърдите, а отдолу са бледосиви с бяло гърло. Имат светъл жълтеникав очен пръстен. Клюнът е жълт с черен връх и леко завит надолу. Краката са жълти.

## Разпространение
Разпространена е в Северна Европа, Сибир и Северна Америка.

## Размножаване
Гнезди в мочурливи тундрови местности.